# Spoor 8
Spoor 8 is een muziekinitiatief van het Gentse productiehuis Tactiqs. Succesvolle en minder bekende jonge bands worden uitgedaagd om een less-is-more-livesessie op te nemen op slechts 8 sporen. Het idee komt van de Nederlandse 2 Meter Sessies en werd gelanceerd in mei 2012. Er werden al heel wat internetsessies opgenomen en vanaf 13 mei 2013 worden er 7 afleveringen uitgezonden Op 12.

## Idee en ontdekking door OP12
Het idee is dat bands een sessie opnemen die verder gaat dan een gewone voor de hand liggende akoestische sessie. De redactie van het programma wil jonge bands de kans geven bekender te worden en ook bekendere bands nog eens op de televisie hun ding te laten doen.
Een tijd na de lancering is Spoor 8 ontdekt door de pers. Er werden een paar artikels geschreven over het programma en dit werd ook opgemerkt door de VRT. Zij vonden het format wel passen in hun OP12-programmatie en besloten het programma te gaan uitzenden.

Bij aanvang hadden we de bedoeling om maandelijks één sessie uit te zenden op het internet. Na een krantenartikel is een en ander beginnen te bewegen. Het leek ons moeilijk om de nationale tv te halen. Maar kijk, amper een jaar nadat we de eerste sessie opnamen, zendt OP12 Spoor 8 uit!
In samenspraak met het ganse team kiezen we zowel voor te ontdekken jonge bands die de aandacht verdienen als voor groepen die al wat verder staan maar nog steeds mogen gezien worden.
— Bram Moony, interviewer Spoor 8

## Sessies
De volgende sessies zijn al gemaakt of staan in de steigers. Sessies in cursief worden uitgezonden Op 12.
- Bed Rugs
- Birds That Change Colour
- Dans Dans
- Echo Beatty
- Float Fall
- Gruppo Di Pawlowski
- Ian Clement
- Kapitan Korsakov
- Oscar and the Wolf
- Steak Number Eight
- The Van Jets

## Trivia
- Interviewer Bram Moony is ook redacteur van het muziekblad RifRaf en programmator van Melkrock in Tielt.
- De sessie van The Van Jets werd de opmerkelijkste genoemd omdat de anders erg elektronische muziek van de band ook alleen met zanger en vleugelpiano mooi overeind bleef.